# Gary Suter
Gary Lee Suter (Madison, 24 giugno 1964) è un ex hockeista su ghiaccio statunitense.

## Palmarès

### Olimpiadi
- Argento a Salt Lake City 2002.